# Vuohisaari (ö i Norra Savolax, Kuopio, lat 63,09, long 27,32)
Vuohisaari är en ö i Finland. Den ligger i sjön Kallavesi (norra delen) och i kommunen Kuopio i den ekonomiska regionen  Kuopio ekonomiska region  och landskapet Norra Savolax, i den centrala delen av landet, 300 km norr om huvudstaden Helsingfors. Öns största längd är 1,1 kilometer i öst-västlig riktning.